# 성부 (여말선초)
성부(成溥, 1359년 ~ ?)는 고려 말 조선 초의 문신으로, 본관은 창녕(昌寧)이다. 성사달(成士達)의 아들이며, 성희안(成希顔)의 증조이다.

## 생애
처음에 음서(蔭敍)로 관직에 진출한 듯하며, 사설서령(司設署令) 관직에 있다가 1383년(우왕 9) 병과(丙科) 4위로 문과에 급제했다.
이후 공양왕(恭讓王)조에 형부총랑(刑部摠郞)에 이르렀다가, 조선이 개국된 후에도 벼슬했다.
1394년(태조 3) 순군지사(巡軍知事)로서 산기상시(散騎常侍) 이거이(李居易)·사헌중승(司憲中丞) 박신(朴信)·형조정랑(刑曹正郞) 전시(田時)와 함께 수원부(水原府)에 파견되어, 왕화(王和)·왕거(王琚)·승려 석능(釋能)·김가행(金可行)·박중질(朴仲質)·이흥무(李興茂) 등을 붙잡아 국문했고, 이후 판승문원사(判承文院事)를 역임했다.
세종(世宗)조에는 노인으로서 대우를 받아, 1440년(세종 22) 양로연(養老宴)에 83인 중 한 명으로서 참석했고, 세종의 아버지 태종(太宗)과 같은 해 문과에 급제한 인연으로, 1446년(세종 28) 88세의 고령이었음에도 불구하고 특별히 첨지중추원사(僉知中樞院事)에 임명되었다.
사후에 증손 성희안(成希顔)이 귀해지자 병조판서(兵曹判書)에 추증되었다.

## 가족 관계
- 조부 - 성언신(成彦臣) : 지임주사(知林州事)
  - 아버지 - 성사달(成士達, ? ~ 1380년) : 예문관대제학(藝文館大提學)·창산군(昌山君), 문효공(文孝公)
  - 어머니 - 미상
    - 부인 - 문하찬성사(門下贊成事)·예문관대제학(藝文館大提學), 문평공(文平公) 윤진(尹珍, ? ~ 1388년)의 3녀[6]
    - 부인 - 판밀직사사(判密直司事)·상호군(上護軍)·당산군(唐山君) 홍징(洪徵, ? ~ 1388년)의 차녀[6]
      - 장남 - 성효원(成孝源)[6] : 영춘현감(永春縣監)
      - 차남 - 성효연(成孝淵)[6] : 사온직장동정(司醞直長同正), 증(贈) 좌찬성(左贊成), 성희안(成希顔, 1461년 ~ 1513년)의 조부[5]

※두 부인 중 어느 부인이 첫째 부인인지, 두 아들이 어느 부인의 소생인지는 불명이다.